# Copa do Brasil de Rugby
A Copa do Brasil é uma competição de rugby union organizada pela Confederação Brasileira de Rugby (CBRu). Este torneio foi lançado em 2023, com o mesmo nome do realizado entre 2004 e 2013, reclassificado pela entidade como parte da segunda divisão nacional. O Poli, de São Paulo, foi o primeiro clube a conquistar o título.

## História
Em abril de 2023, a CBRu anunciou o início da primeira edição da Copa do Brasil, disputada pelos campeões dos campeonatos estaduais e regionais da categoria de 15 jogadores em 2022. Na ocasião, a entidade esclareceu que a competição homônima realizada entre 2004 e 2013 valia como a segunda divisão nacional, e que a nova seria disputada paralelamente ao Campeonato Brasileiro. Ao discorrer sobre a competição, o diretor de torneios da Confederação, Renato Occhionero, ressaltou que ela serve como estímulo para o desenvolvimento do esporte em cada região, impulsionando o crescimento dos campeonatos estaduais e regionais.
A primeira edição foi disputada por oito equipes, em jogos eliminatórios, com os mandos de campo definidos em favor do clube com a maior categoria de base. O Poli conquistou o título ao vencer o Niterói por 27 a 7 na final. Na edição seguinte, o Niterói retornou à decisão, mas foi novamente derrotado, desta vez pelo Farrapos, do Rio Grande do Sul, por 43 a 3.

## Campeões

### Títulos por clube
| Pos | Clube              | Títulos | Vices | Semifinais |
| --- | ------------------ | ------- | ----- | ---------- |
| 1.º | Farrapos           | 1       | —     | 1          |
| 2.º | Poli               | 1       | —     | —          |
| 3.º | Niterói            | —       | 2     | —          |
| 4.º | Pasteur            | —       | —     | 1          |
| 4.º | Porto Seguro       | —       | —     | 1          |
| 4.º | União Pernambucana | —       | —     | 1          |

### Títulos por estado
| Pos | Cidade            | Títulos | Vices | Semifinais |
| --- | ----------------- | ------- | ----- | ---------- |
| 1.º | Rio Grande do Sul | 1       | —     | 1          |
| 1.º | São Paulo         | 1       | —     | 1          |
| 3.º | Rio de Janeiro    | —       | 2     | —          |
| 4.º | Bahia             | —       | —     | 1          |
| 4.º | Pernambuco        | —       | —     | 1          |

### Títulos por região
| Pos | Cidade   | Títulos | Vices | Semifinais |
| --- | -------- | ------- | ----- | ---------- |
| 1.º | Sudeste  | 1       | 2     | 1          |
| 2.º | Sul      | 1       | —     | 1          |
| 3.º | Nordeste | —       | —     | 2          |